# 北京 (小惑星)
北京（ペキン、2045 Peking）は、小惑星帯に位置する小惑星である。南京郊外の紫金山天文台で発見された。
中華人民共和国の首都、北京市に因んで名付けられた。アルファベット表記はピンイン式の Beijing ではなく、ウェード式の Peking である。